# 1985-ös Tour de France
Az 1985-ös Tour de France volt a 72. francia körverseny. 1985. június 28-a és július 21-e között rendezték.

## Végeredmény
|    | Versenyző       | Csapat            | Idő             |
| -- | --------------- | ----------------- | --------------- |
| 1  | Bernard Hinault | La Vie Claire     | 113 óra 24' 23" |
| 2  | Greg LeMond     | La Vie Claire     | 1' 42"          |
| 3  | Stephen Roche   | La Redoute        | 4' 29"          |
| 4  | Seán Kelly      | Skil-Sem KAS Miko | 6' 26"          |
| 5  | Phil Anderson   | Panasonic         | 7' 44"          |
| 6  | Pedro Delgado   | Reynolds          | 11' 53"         |
| 7  | Luis Herrera    | Cafe de Colombia  | 12' 53"         |
| 8  | Fabio Parra     | Cafe de Colombia  | 13' 35"         |
| 9  | Eduardo Chozas  |                   | 13' 56"         |
| 10 | Steve Bauer     | La Vie Claire     | 14' 57"         |

## Szakasz eredmények
| Szakasz | Útvonal                               | Táv (km) | Győztes            | Sárga trikós      |
| ------- | ------------------------------------- | -------- | ------------------ | ----------------- |
| P       | Plumelec - Plumelec                   | 7*       | Bernard Hinault    | Bernard Hinault   |
| 1       | Vannes - Lanester                     | 256      | Rudy Matthijs      | Eric Vanderaerden |
| 2       | Lanester - Vitré                      | 242      | Rudy Matthijs      | Eric Vanderaerden |
| 3       | Vitré - Fougères                      | 73**     | La Vie Claire      | Eric Vanderaerden |
| 4       | Fougères - Pont Audemer               | 239      | Gerrit Solleveld   | Kim Andersen      |
| 5       | Neufchâtel-en-Bray - Roubaix          | 224      | Henri Manders      | Kim Andersen      |
| 6       | Roubaix - Reims                       | 221      | Francis Castaing   | Kim Andersen      |
| 7       | Reims - Nancy                         | 218      | Ludwig Wijnants    | Kim Andersen      |
| 8       | Sarrebourg - Strasbourg               | 75*      | Bernard Hinault    | Bernard Hinault   |
| 9       | Strasbourg - Épinal                   | 173      | Maarten Ducrot     | Bernard Hinault   |
| 10      | Épinal - Pontarlier                   | 205      | Jørgen V. Pedersen | Bernard Hinault   |
| 11      | Pontarlier - Avoriaz                  | 195      | Luis Herrera       | Bernard Hinault   |
| 12      | Morzine - Lans-en-Vercors             | 269      | Fabio Parra        | Bernard Hinault   |
| 13      | Villard-de-Lans - Villard-de-Lans     | 38*      | Eric Vanderaerden  | Bernard Hinault   |
| 14      | Autrans - Saint-Étienne               | 179      | Luis Herrera       | Bernard Hinault   |
| 15      | Saint-Etienne - Aurillac              | 237      | Eduardo Chozas     | Bernard Hinault   |
| 16      | Aurillac - Toulouse                   | 247      | Frédéric Vichot    | Bernard Hinault   |
| 17      | Toulouse - Luz-Ardiden                | 210      | Pedro Delgado      | Bernard Hinault   |
| 18A     | Luz-Saint-Sauveur - Col d'Aubisque    | 52       | Stephen Roche      | Bernard Hinault   |
| 18B     | Laruns - Pau                          | 84       | Régis Simon        | Bernard Hinault   |
| 19      | Pau - Bordeaux                        | 203      | Eric Vanderaerden  | Bernard Hinault   |
| 20      | Montpon-Ménestérol - Limoges          | 225      | Johan Lammerts     | Bernard Hinault   |
| 21      | Lac-de-Vassivière - Lac-de-Vassivière | 46*      | Greg Lemond        | Bernard Hinault   |
| 22      | Orléans - Párizs                      | 196      | Rudy Matthijs      | Bernard Hinault   |

A * jelölt szakaszok egyéni időfutamok voltak.

A ** jelölt szakaszok csapatidőfutamok voltak.